# Gingidiobora nebulosa
Gingidiobora nebulosa là một loài bướm đêm trong họ Geometridae.